# Purpurkantad rörbock
Purpurkantad rörbock (Donacia marginata) är en skalbaggsart som beskrevs av Hoppe 1795. Den ingår i släktet rörbockar och familjen bladbaggar.

## Beskrivning
Den purpurkantade rörbocken är med sin kroppslängd på mellan 8 och 11 mm förhållandevis stor för att vara en rörbock. Kroppen är metallglänsande i gulbrunt, vanligen med blå- till purpurfärgade strimmor längs täckvingarnas ytterkanter, och en markering framtill på varje täckvinge i samma färg. Täckvingarna är även svagt buckliga. Också antenner och ben är metallglänsande.

## Utbredning
Utbredningsområdet omfattar stora delar av Europa och Nordafrika, över Norden och Baltikum till Mellanöstern, västra Sibirien och Kazakstan. I Sverige finns den i Götaland och Svealand, medan den i Finland har observerats längst i söder, från Åland och sydkusten upp till Egentliga Tavastland och Päijänne-Tavastland.
I Sverige är arten sedan länge klassificerad som livskraftig. Sedan 2019 har den samma klassificering i Finland, även om den är mycket sällsynt, men tidigare har den där varit rödlistad som sårbar och senare nära hotad.

## Ekologi
Habitatet utgörs vanligen av näringsrika sjöar och långsamflytande vattendrag. De vuxna skalbaggarna kan ses på blad av olika vattenväxter som de äter av, främst under maj till juli. Troligtvis ingår även pollen i dieten. Larverna utvecklas under vatten på olika igelknoppsarter.

## Bildgalleri

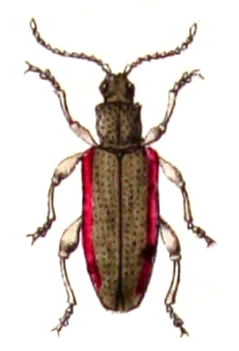
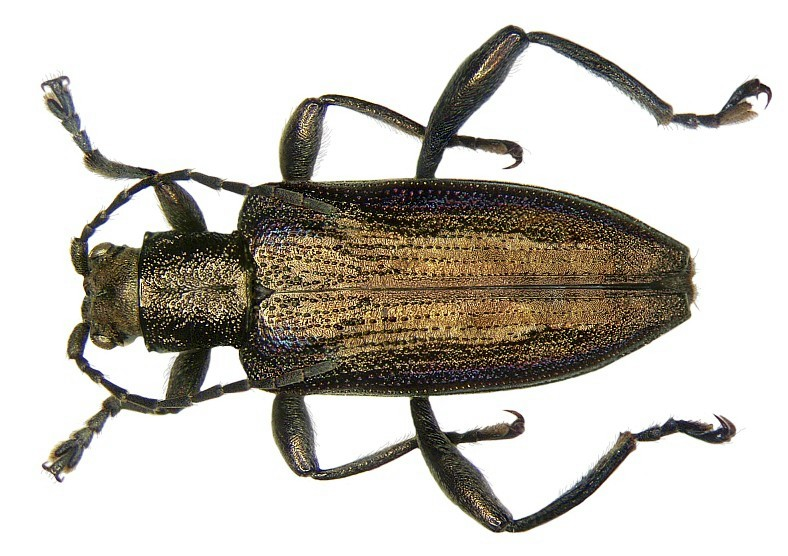